# Valeriana naidae
Valeriana naidae är en kaprifolväxtart som beskrevs av Barrie. Valeriana naidae ingår i släktet vänderötter, och familjen kaprifolväxter. Inga underarter finns listade i Catalogue of Life.